# San Martino di Venezze
San Martino di Venezze är en ort och kommun i provinsen Rovigo i regionen Veneto i Italien. Kommunen hade 3 871 invånare (2018).